# Pointe de Fornets
Pointe de Fornets är en bergstopp i Schweiz, på gränsen till Frankrike.   Den ligger i distriktet Monthey och kantonen Valais, i den sydvästra delen av landet, 100 km sydväst om huvudstaden Bern. Toppen på Pointe de Fornets är 2 300 meter över havet.
Terrängen runt Pointe de Fornets är bergig söderut, men norrut är den kuperad. Närmaste större samhälle är Monthey, 16,5 km nordost om Pointe de Fornets. 
Trakten runt Pointe de Fornets består i huvudsak av gräsmarker. Runt Pointe de Fornets är det ganska glesbefolkat, med 26 invånare per kvadratkilometer.